# Stella di mare (singolo)
Stella di mare è un singolo dei cantautori italiani Cesare Cremonini e Lucio Dalla, pubblicato il 29 settembre 2022 come primo estratto dall'album live di Cremonini Cremonini Live: Stadi 2022 + Imola.

## Descrizione
Il brano è una reinterpretazione dell'omonima canzone contenuta nell'album Lucio Dalla dello stesso Dalla del 1979. Il duetto è stato concesso a seguito di un accordo con Sony Music, Pressing Line e Fondazione Lucio Dalla, hanno concesso l’utilizzo della voce del cantautore tratta dal master originale incluso nell'album.

Cesare Cremonini dichiara di essersi svegliato una mattina del precedente inverno con l'idea di reinterpretare il brano. La versione risente di arrangiamenti dance. Daniele Caracchi, cugino di Lucio Dalla e Presidente di Pressing Line ha spiegato la scelta di concedere l'utilizzo della voce:

## Copertina
I disegni e la copertina della cover sono stati realizzati dal pittore Gianluigi Toccafondo.

## Tracce
Testi e musiche di Lucio Dalla.
1. Stella di mare – 5:14